# 北方町 (宮崎県)
北方町（きたかたちょう）は、かつて宮崎県東臼杵郡におかれていた町。
2006年2月20日、延岡市に編入され、延岡市の地域自治区（読みは「きたかたまち」）となった。
県北部の山間部に位置し、全国で唯一珍しく干支による住所表記を持ち、郵便番号表の並びも50音順ではなく、干支のネ、ウ、ト、タ、ミ、ヒ、サ、イと言う順番で掲載されていた。

## 地理
延岡市街地の西、日之影町の東に位置し、五ヶ瀬川と国道218号が横断する。
- 山：大崩山、地蔵岳
- 河川：五ヶ瀬川

## 歴史
- 1889年5月1日 - 町村制実施により北方村として発足。
- 1970年11月3日 - 町制施行し北方町となる。
- 2006年2月20日 - 延岡市に編入され、延岡市の地域自治区となる。

### 干支の町

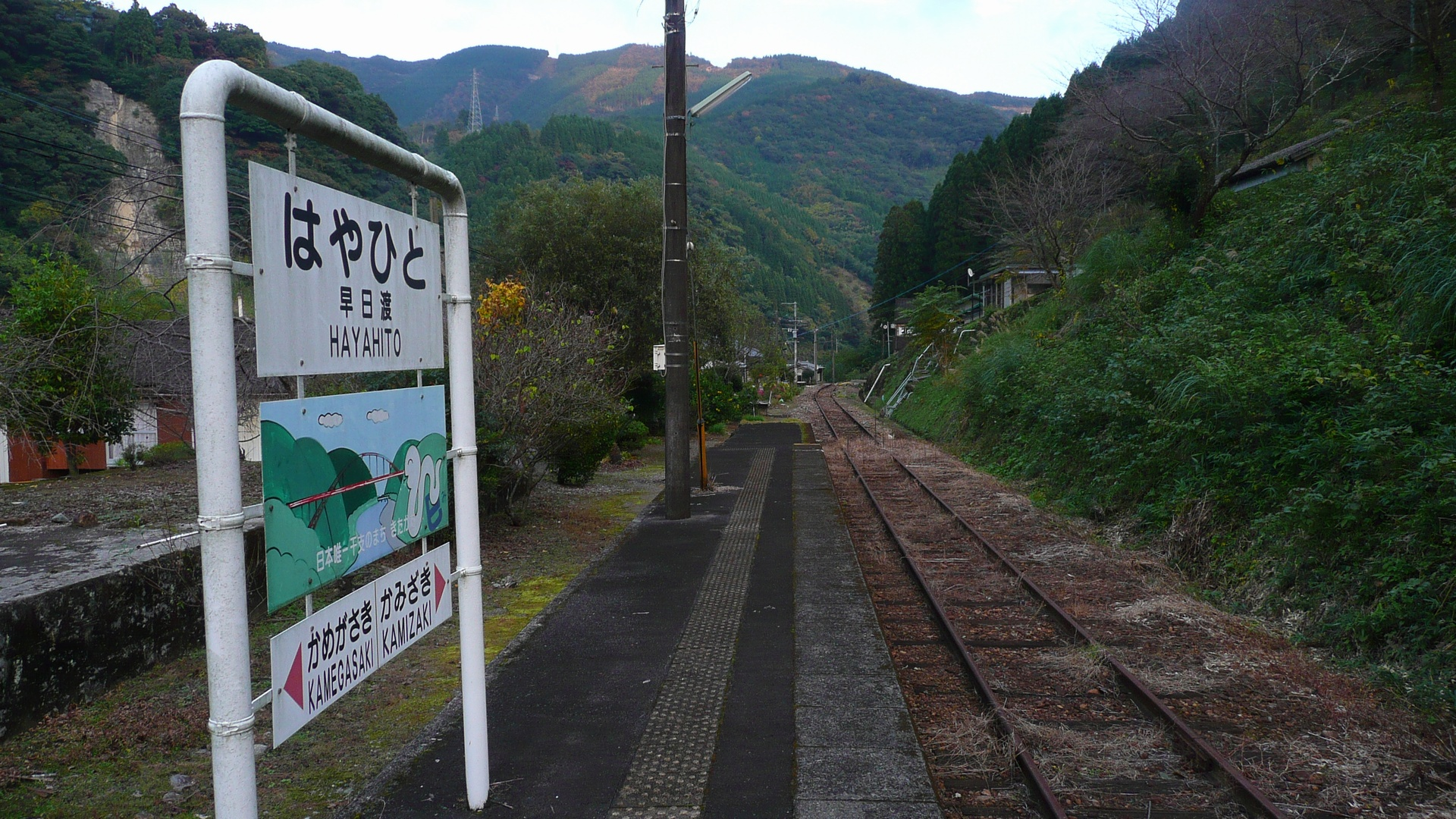
高千穂鉄道（2007年廃止）の駅に設置されていた駅名標には、干支のイラストが描かれていた（早日渡駅）

1889年の町村制実施時、北方村は単独で自治体として発足した。自治体内で地域を区分する際、周辺の自治体は数か村の合併で発足したため、従前の村を大字に置き換えることで事足りるが、北方村には上記の理由により大字が存在しない。そこで北方村では干支（十二支）を地域区分として採用することとなった。干支を採用した背景には当時の戸長の先祖が延岡藩の天文測量方であったことも関係している。当時の戸長役場のあった地区を「子」とし、おおむね時計回りで「亥」まで命名している。
1980年代に町おこしについて話し合われる中で、地域区分として干支を用いる例は他地域にも存在するが十二支すべてが揃っている例がほかに見られないことが注目された。1987年から「日本唯一、干支の町」と掲げ、町内の施設に「うさぎ橋」「ひつじ橋」などを命名した。
国道218号には「干支大橋」「ひつじトンネル」が存在する。
延岡市への編入後は地区名が大字に昇格した。住所表記は「延岡市北方町川水流卯682番地」のようになる。

## 産業

### 企業
- 有限会社MIQ
- 花畑通信工業
- MSV・宮崎セキュリティーサービス
- 株式会社カジタ北方工場
- JA延岡北方支店
- なかでん
- 角田石油店
- 富山石油店
- 有限会社県北石油
- 有限会社県北プラスチック運送
- 熊本県信用組合北方支店
- 株式会社あさひ観光
- 有限会社五ヶ瀬川観光
- 平川硝子店
- ショッピングセンター富士
- スーパー南久
- 柳生商店 / スナック柳生
- 頂南望 / ヤマザキ頂南望
- 橋倉自動車整備工場
- 甲斐商店
- サダイ産業

## 地域

### 教育

#### 小学校
- 北方町立三椪小学校
- 北方町立城小学校
- 北方町立美々地小学校
- 北方町立北方小学校
- 北方町立上鹿川小学校[2]（2005年閉校）
- 北方町立下鹿川小学校[2]（2002年閉校）

#### 中学校
- 北方町立北方中学校

現在は過疎化により小学校4校と中学校1校が統廃合され、延岡市立北方学園となる。

## 交通
最寄り空港は宮崎空港。

### 鉄道
五ヶ瀬川沿いを高千穂鉄道が通っていたが、2005年9月の台風14号の被害により休止し、町内の区間は2007年9月6日をもって廃止された。町役場（現・北方町総合支所）の最寄り駅は川水流駅。
- 高千穂線：吐合駅 - 曽木駅 - 川水流駅 - 上崎駅 - 早日渡駅 - 亀ヶ崎駅

### 道路

#### 一般国道
- 国道218号

#### 県道

##### 主要地方道
- 宮崎県道20号北方北郷線
- 宮崎県道49号北方土々呂線

##### 一般県道
- 宮崎県道214号上祝子綱の瀬線
- 宮崎県道215号大保下曽木停車場線
- 宮崎県道217号早日渡停車場線
- 宮崎県道218号曽木停車場線
- 宮崎県道237号北方高千穂線
- 宮崎県道242号北方インター線

## 名所・旧跡・観光スポット・祭事・催事
- 湯の谷温泉

### 観光スポット
- ETOランド速日の峰（温泉、風力発電施設、キャンプ）
- グラススキーゴーカート
- 川水流鮎やな（10月〜12月）
- 有限会社五ヶ瀬川観光
- よっちみろ屋（国道218号沿い）北方町巳
- 鹿川渓谷